# Silvanus costatus
Silvanus costatus là một loài bọ cánh cứng trong họ Silvanidae. Loài này được Steinheil miêu tả khoa học năm 1869.